# Carrosio
Carrosio (piemontesisch Careugio, ligurisch Carreuxo) ist eine Gemeinde in der italienischen Provinz Alessandria (AL), Region Piemont.

## Lage und Einwohner
Die Gemeinde Carrosio liegt 40 Kilometer südwestlich von der Provinzhauptstadt Alessandria auf einer Höhe von 254 m über dem Meeresspiegel, am kleinen Wildbach Lemme. Das Gemeindegebiet umfasst eine Fläche von 7,24 km² und hat 492 (Stand 31. Dezember 2023) Einwohner.
Die Nachbargemeinden sind Arquata Scrivia, Gavi und Voltaggio.

### Verkehrsanbindungen
Der nächste Autobahnanschluss ist im 13 km entfernten Vignole Borbera. Auf der Autostrada A7 hat es Verbindung nach Mailand und Genua. Die Strada provinciale 160 verläuft durch den Ort. In der 12 km entfernten Nachbargemeinde Arquata Scrivia hat es einen Bahnhof an den Bahnstrecken Turin-Genua und Mailand-Genua.

## Geschichte

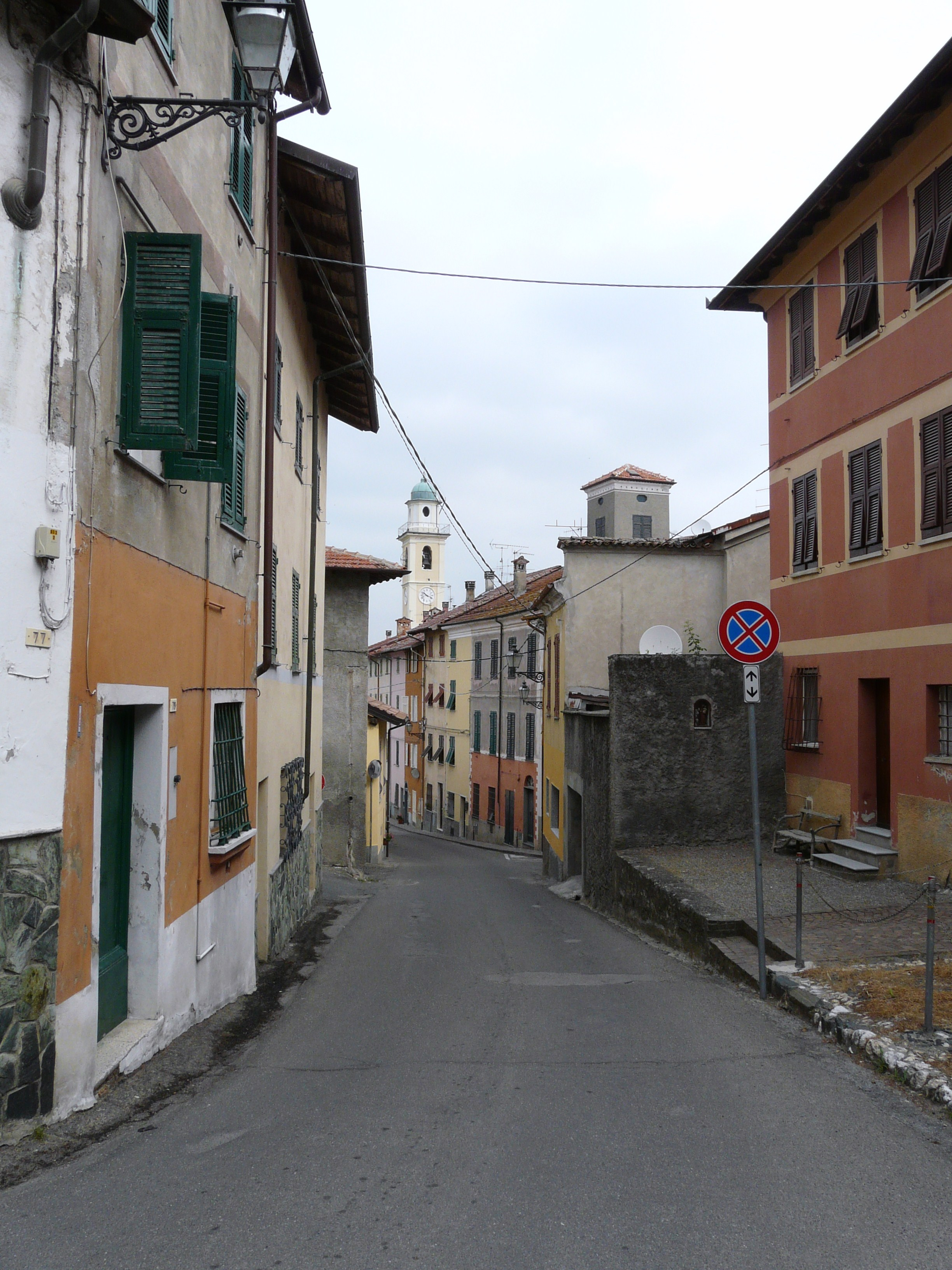
Altstadt von Carrosio

Sein Name ist seit 1144 als „Carroxius“ bezeugt, gefolgt von „Carrosius“. Nach Ansicht einiger Wissenschaftler könnte sich der Ortsname vom Personennamen „Carosus“ ableiten, der wiederum von Carus abgeleitet ist. Es entstand während der Zeit der langobardischen Herrschaft und entwickelte sich zu einer wichtigen Festung. Im 8. Jahrhundert war es Schauplatz einer Schlacht zwischen dem Frankenkönig Karl dem Großen und dem Langobardenkönig Desiderius. Später wurde es zu einem kaiserlichen Lehen, war Gegner der Stadt Genua und gehörte den beiden Markgrafenfamilien Lercaro und Migliorati-Gavotti, unter deren Herrschaft es zahlreichen Flüchtlingen aus der Seerepublik Zuflucht bot.
Mit dem Auftreten der Markgrafen von Monferrato wurde die Stadt in deren Erbfolgekrieg verwickelt. Das Jahr 1625 markierte den Sieg Karl Emanuels I. gegen eine Armee aus Genuesen, Parmas und Modenesen. Im Jahr 1738 wurde es Teil der Herrschaft Savoyen und war im Jahr 1800 teilweise in die Schlacht bei Marengo verwickelt. Im 19. Jahrhundert beherbergte es eine Abteilung französischer Soldaten, die in den Krieg gegen Österreich ziehen sollten.
Bei den Bombenangriffen auf Villalvernia am 1. Dezember 1944 verlor der 17-jährige Domenico Traverso sein Leben und am 7. Februar 1945, nur zwei Monate später, wurde sein ein Jahr jüngerer Bruder Pietro vor der Cappelletta della Misericordia von einem Kampfflugzeug erschossen, das im Tiefflug über der Stadt flog. Sechs der Opfer des Massaker von Benedicta-Massakers im April 1944 stammten aus Carrosio.

## Sehenswürdigkeiten
- Die alten Häuser im Zentrum.
- Die alte Burg mit ihren Türmen.
- Der Palast Migliorati-Gavotti, wo Papst Pius VII. auf Bitten Napoleons auf seinem Weg nach Fontainebleau Halt machte.
- Die Pfarrkirche der Assunta mit ihrer Barockfassade aus dem 17. Jahrhundert, in deren Inneren eine Holzstatue der Madonna von Maragliano zu besichtigen ist.